# Agatokleja
Agatokleja (gr. Ἀγαθόκλεια, sanskryt अगैथोकोलीया) – królowa Indo-Greków w latach około 130–120 p.n.e.
Podobieństwo imienia wskazuje, że najprawdopodobniej była spokrewniona z królem Paropamisady Agatoklesem Baktryjskim. Według koncepcji A.K. Naraina była jego córką i żoną króla indo-greckiego Menandra I. Jej władztwo obejmowało jedynie Gandharę i zachodnią część Pendżabu, bowiem władzę w kontrolowanych jeszcze przez Menandra Paropamisadzie i Arachozji odzyskał potomek królów baktryjskich Zoilos I. Uważa się, że sprawowała regencję w imieniu małoletniego syna Stratona. Na części monet wyobrażenie Agatoklei pojawia się obok Stratona, na części natomiast samodzielnie.